# DM-02H
ドコモ スマートフォン Disney Mobile on docomo DM-02H（ドコモ スマートフォン ディズニーモバイル オン ドコモ ディーエムゼロニエイチ）は、韓国のLGエレクトロニクスによって日本国内向けに開発された、NTTドコモの第3.9世代移動通信システム（Xi）・第3世代移動通信システム（FOMA）対応端末である。ドコモ スマートフォン（第2期）のひとつ。

## 概要
DM-01Gの後継機種で、今回のテーマは「エレクトリカルパレード」となっている。ベースモデルはない。
本体背面はハートマークのイルミネーションが浮かび上がるようになっており、カメラの配置もミッキーの顔の形になるように配置されている。また、同社のボイスシャッターの発声のバリエーションに「ミッキー」が追加されている。
フルセグ、VoLTE HD+、PREMIUM 4G、スグ電には非対応。
キャッチコピーは「光るハートが現れる。ディズニーパレードが輝くスマートフォン。」。

## 主な機能
| 主な対応サービス                                                             | 主な対応サービス                                      | 主な対応サービス                     | 主な対応サービス                                                  |
| ---------------------------------------------------------------------------- | ----------------------------------------------------- | ------------------------------------ | ----------------------------------------------------------------- |
| タッチパネル/加速度センサー                                                  | PREMIUM 4G/Xi/FOMAハイスピード/VoLTE                  | Bluetooth                            | dカード/おサイフケータイ/NFC/かざしてリンク/赤外線/トルカ         |
| ワンセグ/フルセグ                                                            | メロディコール                                        | テザリング                           | WiFi IEEE802.11a/b/g/n/ac                                         |
| GPS                                                                          | ドコモメール/電話帳バックアップ                       | デコメール/デコメ絵文字/デコメアニメ | iチャネル                                                         |
| エリアメール/ソフトウェアーアップデート自動更新/生体認証 (指紋／虹彩)/スグ電 | デジタルオーディオプレーヤー(WMA・MP3他)/ハイレゾ音源 | GSM/3Gローミング(WORLD WING)         | フルブラウザ/Flash Player                                         |
| Google Play/dメニュー/dマーケット                                            | Gmail/Google Talk/YouTube/Picasa                      | バーコードリーダ/名刺リーダ          | ドコモ地図ナビ/ドコモ ドライブネット/Google Maps/ストリートビュー |

## 歴史
- 2016年5月11日 - NTTドコモより公式発表。
- 2016年7月8日 - 発売開始。